# Mathilde Sessi
Mathilde Sessi (eigentlich: Mathilde Gabriele Alexander bzw. Alexander-Sessi, verh. Erlanger, * 23. Mai 1846 in Wien; † 27. Dezember 1934 in Nieder-Ingelheim) war eine österreichische Opernsängerin.
Sie war eine Tochter des k.u.k. Oberbankbuchhalters Achilles Alexander (und somit eine Enkelin der Opernsängerin Victoria Sessi) und seiner Ehefrau Maria Antonia. Erst nach einer Ausbildung als Klavierspielerin wurde ihr Gesangstalent entdeckt. 1867 debütierte sie in Graz als Gilda in Rigoletto. Rasch folgten Auftritte an renommierten Häusern in Wien, Paris und London. Nach ihrer Heirat 1873 mit dem deutschen Bankier Ludwig Gottlieb Friedrich von Erlanger zog sie sich von der Bühne zurück. Das Ehepaar hatte drei Kinder, Espérance, Blanche und Margarethe, Freiinnen von Erlanger.